# Deribe Alemu
Deribe Alemu (5 juni 1983) is een voormalige Ethiopische langeafstandsloopster. Ze was gespecialiseerd in de 5000 m en de 10.000 m.
Alemu is voor Nederland geen onbekende atlete. Zo won ze op 14 oktober 2007 de 4 Mijl van Groningen in 19.50,8. Dit is slechts 1,2 seconden langzamer dan het parcoursrecord in Groningen dat toen in handen was van Gelete Burka. Bij deze wedstrijd ging de Keniaanse Rita Jeptoo aan de leiding, maar deze kwam ten val nadat op haar schoen was getrapt. Hierdoor moest ze 14 seconden prijsgeven op Alemu. De Ethiopische Etalemahu Kidan werd derde. Twee weken later won ze de halve marathon van New Delhi in 1:10.30.
Op de Zevenheuvelenloop (15 km) op 17 november 2006 in Nijmegen werd ze vijfde in 49.44 achter de winnaar Mestewat Tufa in 47.22 en op de FBK Games in datzelfde jaar werd ze zesde op de 5000 m in 15.13,07.
Op 11 juni 2006 werd ze derde op de 5000 m op Memorial Artur Takac in Belgrado. Ze moest de Hongaarse Krisztina Papp en de Keniaanse Beatrice Chepchumba voor laten gaan en finishte als derde.

## Persoonlijke records
| Onderdeel      | Prestatie | Datum            | Plaats         |
| -------------- | --------- | ---------------- | -------------- |
| 3000 m         | 8.42,10   | 29 juli 2005     | Oslo           |
| 5000 m         | 15.00,56  | 23 juli 2005     | Heusden-Zolder |
| 10000 m        | 31.04,49  | 3 juli 2004      | Uden           |
| 10 km          | 33.00     | 4 augustus 2007  | Cape Elizabeth |
| 15 km          | 48.25     | 21 november 2004 | Nijmegen       |
| halve marathon | 1:10.30   | 28 oktober 2007  | New Delhi      |

## Palmares
- 2005: 11e Wereldatletiekfinale 3000 m - 9.04,98
- 2005: 8e Wereldatletiekfinale 5000 m - 15.17,13
- 2005: 9e WK Veldlopen (korte afstand) - 13.41
- 2005: 6e Bislett Games, 3000 m - 8.42,10
- 2006: 6e FBK Games, 5000 m - 15.13,07
- 2006:  Memorial Artur Takac, 5000 m - 15.53,42
- 2006: 5e Zevenheuvelenloop, 15 km - 49.44
- 2007:  Belfast International Cross - 19.10
- 2007: 4e Quad City Times Bix 7 Mile - 37.33
- 2007:  4 mijl van Groningen - 19.50,8
- 2007:  Halve marathon van New Delhi - 1:10.30
- 2007:  Montferland Run, 15km - 48.50